# Corinne Desarzens

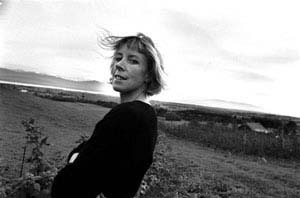
Corinne Desarzens, 1994 (Foto: Erling Mandelmann)

Corinne Desarzens (* 27. August  1952 in Sète) ist eine französisch-schweizerische Schriftstellerin und Journalistin.

## Leben
Corinne Desarzens studierte Slawistik an der Universität Genf. Sie arbeitete zunächst für die Tageszeitungen Journal de Genève und Tribune de Genève. Sie ist Mutter von drei Kindern und lebt in Treycovagnes.

## Auszeichnungen
- 1990: Schillerpreis für Deux doigts de prunelle dans un verre à bourdon
- 1995: Prix Bibliomedia für Aubeterre
- 2001: Prix Rambert für Bleu diamant
- 2008: Prix Alpes-Jura für Tabac de Havane évoluant vers chrysanthème
- 2012: Prix culturel vaudois und Prix Lipp Suisse für Un roi
- 2021: Prix suisse de littérature für La lune bouge lentement

## Werke
- Il faut se méfier des paysages, Lausanne 1989
- Deux doigts de prunelle dans un verre à bourdon, Lausanne 1989
- Carnet Madécasse, Lausanne 1991
- Aubeterre, Vevey 1994
- Pain trouvé, Vevey 1995
- Ireland Black & White, Lutry 1997
- Bleu Diamant, Vevey 1998
- Mon bon ami, Vevey 2000
- Ultima latet, Genève 2000
- Je voudrais être l’herbe de cette prairie, Vevey 2002
- Je suis tout ce que je rencontre, Vevey 2002
- Sirènes d’Engadine, Martel 2003
- Carnet madécasse, Vevey 2004
- Le Verbe être et les secrets du caramel, Vevey 2006
- Poisson-Tambour, Orbe 2006
- Tabac de Havane évoluant vers le chrysanthème, Paris 2008
- Le gris du Gabon, Vevey 2010
- Récits sur Assiette, 2010
- Un roi, Paris 2011
- Dévorer les pages, Genève 2013
- Couilles de velours, Genève 2017
- Honorée Mademoiselle, Vevey 2017
- Le soutien-gorge noir, Vevey 2017
- L’Italie, c’est toujours bien, Genève 2018
- La lune bouge lentement mais elle traverse la ville, Genève 2020